# Move (альбом The Move)
Move — дебютный альбом британской рок-группы The Move, выпущенный в апреле 1968 года на лейбле Regal Zonophone Records. В альбом вошли десять композиций Роя Вуда, а также три кавер-версии, которые были заметной частью концертной деятельности группы. Хотя альбом планировался к выпуску раньше, его выход задержался из-за кражи мастер-ленты, что привело к необходимости перезаписи композиций. Альбом записывался нерегулярно с января 1967 года по февраль 1968 года в студиях Advision, De Lane Lea и Olympic Studios в Лондоне, во время перерывов в плотном графике записи, когда группа не участвовала в выступлениях.
Альбом, которого очень ждали, включал два ранее выпущенных сингла: «Flowers in the Rain» и «Fire Brigade», оба из которых достигли первой пятёрки в UK Singles Chart. Это был единственный альбом Move, в котором участвовал оригинальный басист Крис «Эйс» Кеффорд, покинувший группу вскоре после выхода пластинки весной 1968 года, а также единственный альбом, в котором полноценно участвовал ритм-гитарист Тревор Бартон, ушедший во время ранних сессий для последующего альбома Shazam. Move также стал единственным альбомом группы, попавшим в чарты Великобритании, достигнув пятнадцатого места в чартах в начале лета того года.

## Об альбоме
The Move стали широко известной группой, подписав контракт с Deram Records в конце 1966 года, и выпустив свой дебютный сингл «Night of Fear» 9 декабря 1966 года. Он стал их первым хитом в чартах, достигнув второго места в UK Singles Chart. В бюллетене фан-клуба группы, выпущенном во время Рождества, говорилось, что они собирались выпустить свой дебютный альбом к февралю 1967 года, с названием Move Mass, предложенным их менеджером Тони Секундой. Однако в последнюю секунду Секунда решил, что этот релиз будет отменён, и вместо этого посоветовал группе продолжать выполнять рекламные трюки, чтобы о ней писали в газетах. Следующий релиз за «Night of Fear» появился почти четыре месяца спустя, когда была выпущена песня «I Can Hear the Grass Grow», достигшая пятого места в чартах.
Группа надеялась выпустить альбом к осени 1967 года, однако в апреле того же года New Musical Express сообщил, что Move предложили вознаграждение в 200 фунтов стерлингов (эквивалент 3700 фунтов стерлингов в 2022 году) тому, кто сможет вернуть им мастер-ленты. Эти мастер-ленты, содержащие десять песен, были украдены из машины, припаркованной на Денмарк-стрит в лондонском Вест-Энде. Позже вор выбросил их, и в конце концов они были найдены в мусорном баке. Кассеты были повреждены до невозможности восстановления или использования, и звукорежиссёрам пришлось делать новый микс, что ещё больше задержало дату выхода альбома на несколько месяцев. Продюсеру Дэнни Корделлу также удалось перевести группу с Deram на Regal Zonophone Records.
Осенью 1967 года Move выпустили ещё один очень успешный сингл в Британии, «Flowers in the Rain». Он занял второе место в чарте. Этому синглу выпала честь стать первой полноценной записью, прозвучавшей на только что запущенном канале BBC One, что ещё больше увеличило их популярность . Однако поддерживать эту вновь обретённую популярность стало трудно, и у группы появился плотный график выступлений. Криса «Эйса» Кеффорда цитируют: «Давление от того, что ты находишься в чартах, что на тебе рвут одежду и вырывают волосы фанаты на улицах — мне в глаз воткнули ножницы — но за те же деньги, что я получал в The Vikings».
В связи с «Flowers in the Rain», Секунда проделал ещё один рекламный трюк, напечатав рекламные листовки с изображением Гарольда Вильсона (в то время премьер-министра и лидера Лейбористской партии) в постели с его секретаршей Марсией Фолкендер, баронессой Фолкендер. Это побудило Уилсона подать в суд на группу, в результате чего все авторские отчисления пошли в пользу благотворительной организации по его усмотрению, а композитор песни Рой Вуд лишился своего авторства. Запланированным продолжением «Flowers in the Rain» была «Cherry Blossom Clinic», которая была дополнена «Vote For Me», сатирическим произведением о коррумпированных политиках. Эта идея была отложена из-за судебного разбирательства, поскольку и группа, и Regal Zonophone считали, что неразумно выпускать потенциально спорную песню.

## Запись

### Ранние сессии

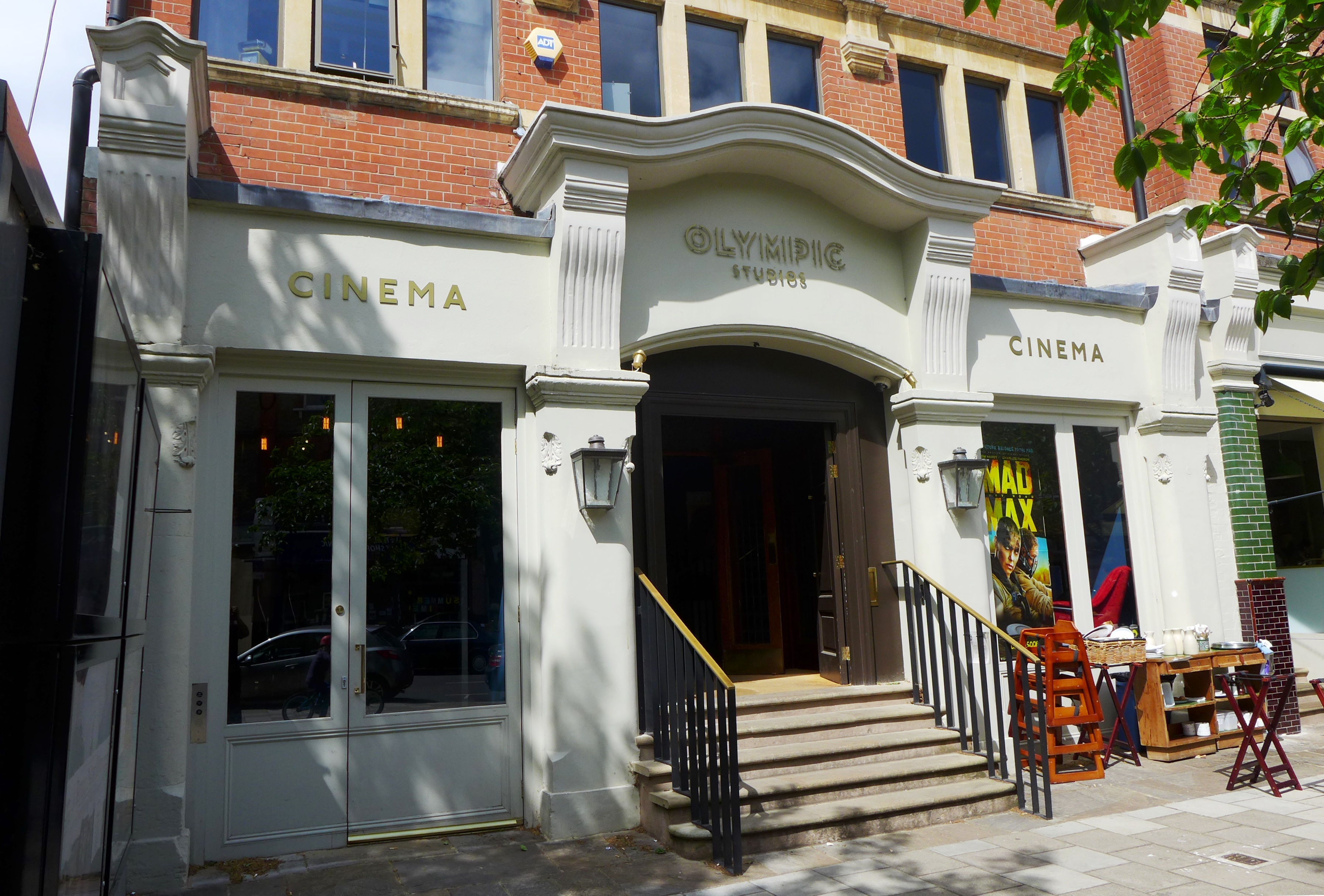
Запись Move стала первым разом, когда группа использовала Olympic Studios, Барнс, Лондон.

Первым треком, записанным Move для выпуска альбома, была композиция Вуда «Walk Upon the Water», которая была записана в январе 1967 года на Advision Studios в Лондоне. Во время предположительно той же сессии были записаны ещё два трека: «Move Intro» и «Move», которая послужила неофициальной тематической песней группы. Однако они не вошли в окончательную версию альбома. Это были не первые попытки Move записать потенциальный альбом или сингл. Годом ранее они записали песню «You’re the One I Need», которая была записана на студии Ladbroke Sound. Эта песня также была отложена, но дала Секунде представление о том, как Вуд сочиняет песни, позже он сказал: «Рой показал мне стихи, которые он написал. Я сказал: „Ты можешь это сделать! Ты можешь начать писать“».
Затем группа несколько недель гастролировала, но в марте вернулась в Advision, и 23 марта они записали три песни: две оригинальные песни Вуда «Kilroy Was Here» и «(Here We Go Round) the Lemon Tree» и композицию Эдди Кокрана «Weekend», которая стала первой кавер-версией, записанной для альбома. Их второй сингл «I Can Hear the Grass Grow» вышел на следующей неделе, 31 марта. Запись 23 марта была последней перед тем, как мастер-ленты были украдены из машины их агента на Денмарк Стрит. Затем группа полностью прекратила запись ещё на четыре месяца, продолжив график выступлений. Группа выступила на западногерманском телевизионном шоу Beat! Beat! Beat! 26 июня 1967 года.

### Последующие сессии
Группа вернулась в Advision 6 июля для записи новой композиции Вуда «Flowers in the Rain», единственного трека, записанного во время этой сессии. Следующие сессии состоялись в августе, когда группа записала «Cherry Blossom Clinic» вместе с «Vote For Me» в Advision 25 августа. Однако группа не была удовлетворена своей аранжировкой «Cherry Blossom Clinic», и она была отброшена. После выступления на радио BBC в программе Easy Beat с песнями «Morning Dew», «Stephanie Knows Who», «Flowers in the Rain» и «So You Want to Be a Rock 'n' Roll Star» в сентябре 1967 года, группа впервые пришла в Olympic Studios с Глином Джонсом для записи «Yellow Rainbow» в следующем месяце. Это было связано с тем, что Olympic имела лучшее оборудование по сравнению со студиями Advision, которые не устанавливали 8-дорожечное магнитофонное устройство до 1968 года.
«Cherry Blossom Clinic» была вновь записана 1 ноября, с аранжировкой струнных и валторн. Во время этой сессии они также записали альтернативную версию «Vote For Me», которая позже была отброшена. «Fire Brigade» и «The Girl Outside» также были впервые записаны на Olympic 16 ноября того же года, но не были доработаны. Группа вернулась в Olympic в следующем месяце и 19 декабря записала «Mist on a Monday Morning». Четыре дня спустя они доработали «Fire Brigade» и «The Girl Outside» в De Lane Lea Studios. Последняя сессия для альбома состоялась 4 февраля 1968 года, где были записаны «Useless Information» и «Zing! Went the Strings of My Heart» были записаны в студии Advision. Неизвестно, в какой день была записана «Hey Grandma», но считается, что в 1967 году.
Вуд вспоминал об этих сессиях: «Если быть абсолютно честным, я хорошо ладил с Дэнни [Корделлом], но я никогда не считал его очень хорошим продюсером. Он очень сильно полагался на звукорежиссёра».

## Музыка альбома
Музыкальный стиль и направление сильно варьируются. Большинство песен из ранних сессий можно классифицировать как психоделический поп, в частности, «Walk Upon the Water», которая выступает как песня против вождения в нетрезвом виде, с несколько мрачным текстом на фоне бодрящей мелодии. Вуд на самом деле написал её для сингла, но лейбл решил не использовать её для этой цели. Однако другие песни, такие как «Kilroy Was Here» (которая ссылается на феномен Второй мировой войны Здесь был Килрой), можно классифицировать как комбинацию психоделического попа и фолк-рока. В альбоме также есть попытки барокко-попа в песнях «The Girl Outside» и «Mist on A Monday Morning», последняя из которых была первой попыткой Вуда написать что-то похожее на битловскую «Eleanor Rigby». Два самых психоделических трека на альбоме — это открывающая песня «Yellow Rainbow», в которой сильно используется реверберация на гитарах и ударных, а также «Cherry Blossom Clinic», в которой широко используется педаль Wah-wah.
Рой Вуд позднее вспоминал:

«Cherry Blossom Clinic» была о психушке, по сути, но хорошей. Это была одна из моих ранних песен. Когда я закончил художественную школу, одной из моих амбиций было написать детскую книгу для взрослых — сказочные истории со странными поворотами. У меня было много записанных идей, и я использовал их в своих песнях— Heylin Clinton. All the Madmen: Barrett, Bowie, Drake, the Floyd, The Kinks, The Who and the Journey to the Dark Side of English Rock :  [англ.]. — London : Constable, 2012. — 404 с.
Три кавер-версии, которые здесь присутствуют, также сильно отличаются друг от друга и не имеют общих характеристик. Песня «Weekend», написанная Биллом и Дори Пост, была первоначально записана Эдди Кокраном в 1959 году и в основном связана с жанрами рок-н-ролла и рокабилли, которые возникли в ту эпоху. «Hey Grandma», написанная Джерри Миллером и Доном Стивенсоном, была впервые записана американской психоделик-рок-группой Moby Grape и первоначально появилась в качестве вступительного трека их одноимённого дебютного альбома 6 июня 1967 года. Третьим и последним кавером стала песня «Zing! Went the Strings of My Heart», написанная Джеймсом Ф. Хенли в 1934 году. Однако их исполнение бродвейской песни было заимствовано из более позднего кавера группы The Coasters, в котором были изменены темп и использована четырёхчастная гармония, включая два фальцетных вокала.
В лирическом плане альбом очень эклектичен, черпая вдохновение из различных источников, но в стиле ранних песен и композиций Вуда, многие песни вращаются вокруг психического состояния рассказчика. «Cherry Blossom Clinic» и «Walk Upon the Water» обе вращаются вокруг ухудшения психического состояния рассказчика, причём «Walk Upon the Water» намекает на утонувших друзей рассказчика, а «Cherry Blossom Clinic» описывает дальнейшее ухудшение психического состояния пациента психиатрической больницы. Среди других тем — одиночество, представленное в песнях «(Here We Go Round) The Lemon Tree», «Flowers in the Rain» и «Mist on a Monday Morning», в которых одиночество изображается совершенно по-разному, включая печаль, грусть и душевный покой.
В отличие от синглов Move, обязанности певца Карла Уэйна сведены к минимуму, он исполняет только вокальные партии в песнях «Walk Upon the Water», «Flowers in the Rain» и «Useless Information». Однако он исполняет гармонические партии в песнях «Hey Grandma» и «Fire Brigade». У ритм-гитариста Тревор Бартон роль вокалиста расширилась, и он поёт ведущие партии в песнях «Weekend» и «The Girl Outside», а также исполняет гармонические вокалы в песнях «Kilroy Was Here», «(Here We Go Round) the Lemon Tree», «Walk Upon the Water» и «Cherry Blossom Clinic». Роль Вуда также была максимизирована: он исполнил главную партию в песне «Mist on a Monday Morning», одновременно участвуя в гармоничном вокале практически в каждом другом треке. Хотя басист Эйс Кеффорд активно присутствует в качестве певца во время живых выступлений, его роль как певца ограничивается двумя песнями, «Yellow Rainbow» (спетая вместе с автором песни Вудом) и «Zing! Went the Strings of My Heart», которую он поёт с барабанщиком Бивом Бивэном, в одном из двух вокальных номеров, которые последний исполнил с Move.

## Релиз и отзывы критиков

### Релиз
Окончательная запись мастер-ленты альбома состоялась 20 февраля 1968 года в Maximum Sound Studios, сведением занимались Денни Корделл и инженер Дэйв Хэдфилд. Окончательное сведение мастер-ленты произошло 7 марта 1968 года инженером Роном Пендером в EMI Studios, Лондон. Четыре композиции с альбома были выпущены в качестве синглов вместе с соответствующими B-сайдами. Это были «Flowers in the Rain» и «(Here We Go Round) the Lemon Tree», которые впервые были выпущены 25 августа 1967 года и достигли второго места в британских чартах. Вторым синглом была «Fire Brigade», сопровождаемая «Walk Upon the Water», которая была выпущена 26 января 1968 года и достигла третьего места. Предполагаемый релиз «Cherry Blossom Clinic» был в конечном итоге отменён, и вместо этого песня появилась на альбоме, при этом би-сайд «Vote For Me» был исключён, и впервые появилась на альбомах-компиляциях в 1990-х годах.
С психоделическим дизайном обложки альбома от коллектива The Fool (который ранее работал с The Beatles), Move был впервые издан в апреле 1968 года компанией Regal Zonophone с каталожным номером LRZ 100. Во многом подпитываемый успехом последних синглов, Move впервые попал в британские чарты 13 апреля 1968 года, заняв 26 позицию. На следующей неделе он достиг пика — 15, а 27 апреля поднялся до 16. На следующей неделе она снова вернулась на 15-е место, а 11 мая начала падать из чарта, заняв 17-ю позицию. 18 мая он был на 30 месте, а на следующей неделе поднялся до 34 места. 1 июня он занял 40-ю позицию, которую удерживал две недели, прежде чем выбыл из чарта. В общей сложности альбом провёл в чарте 9 недель, из которых 4 — в топ-20 и 6 — в топ-30.
Move стал единственным альбомом группы, попавшим в чарт. Альбом был единственным, в котором участвовал басист Эйс Кеффорд, который из-за психического расстройства, вызванного употреблением ЛСД, покинул группу вскоре после тура с The Jimi Hendrix Experience, а также после выступления на Top of the Pops, где группа исполнила «Fire Brigade». Позже он сожалел о том, что принимал наркотики, заявив: «Я и Трев [Бартон] принимали много кислоты… это испортило мне жизнь. Это полностью разрушило мою жизнь.» После своего ухода он попытался записать сольный альбом, что в конечном итоге не удалось, и в итоге он создал свою собственную группу, The Ace Kefford Stand, которая выпустила один сингл в 1969 году, после чего распалась. После ухода Кеффорда, Бартон перешёл на бас-гитару, после чего сам ушёл в 1969 году, и его заменил Рик Прайс.

### Отзывы
| Оценки критиков               | Оценки критиков |
| Источник                      | Оценка          |
| ----------------------------- | --------------- |
| AllMusic                      | [ 2 ]           |
| Encyclopedia of Popular Music | [ 36 ]          |

После выхода альбом получил преимущественно положительные отзывы. Боб Доубарн из Melody Maker считал, что на альбоме нет «ни одного плохого трека», положительно отметил включение синглов «Flowers in the Rain» и «Fire Brigade» и заявил, что альбом «должен сделать всех заинтересованных лиц очень счастливыми». Он был признан лучшим альбомом месяца по версии Melody Maker.
В ретроспективном обзоре альбома Стивен Томас Эрльюин из AllMusic утверждает, что альбом звучит как работа нескольких музыкальных коллективов, благодаря тому, что в песнях участвуют разные вокалисты. Он утверждает, что в Move они объединили арт-рок в стиле Пита Таунсенда со старыми трехаккордными песнями в стиле рокабилли, но они делали это для того, чтобы не вписываться в какую-либо конкретную музыкальную категорию, что случалось со многими исполнителями, включая The Who и Small Faces. Он пишет, что в то время они были почти такими же тяжёлыми, как Who, но в то же время были более психоделичными, чем они и Kinks. Он пишет, что альбом представляет собой сочетание контрастных жанров, которые имеют тенденцию «пинг-понга» туда-сюда.

## Список композиций
Автор всех песен — Рой Вуд, за исключением отмеченных.
| №  | Название                            | Автор(ы)                    | Ведущий вокал                | Длительность |
| -- | ----------------------------------- | --------------------------- | ---------------------------- | ------------ |
| 1. | «Yellow Rainbow»                    |                             | Эйс Кеффорд с Роем Вудом     | 2:35         |
| 2. | «Kilroy Was Here»                   |                             | Рой Вуд с Тревором Бартоном  | 2:43         |
| 3. | «(Here We Go Round) The Lemon Tree» |                             | Вуд                          | 2:59         |
| 4. | «Weekend»                           | Билл Пост Дори Пост         | Бартон                       | 1:46         |
| 5. | «Walk Upon the Water»               |                             | Карл Уэйн с Вудом и Бартоном | 3:22         |
| 6. | «Flowers in the Rain»               |                             | Уэйн с Вудом                 | 2:29         |
| 7. | «Hey Grandma»                       | Джерри Миллер Дон Стивенсон | Уэйн и Бартон                | 3:11         |

| №   | Название                             | Автор(ы)        | Ведущий вокал       | Длительность |
| --- | ------------------------------------ | --------------- | ------------------- | ------------ |
| 8.  | «Useless Information»                |                 | Уэйн и Вуд          | 2:56         |
| 9.  | «Zing! Went the Strings of My Heart» | Джеймс Ф. Хенли | Бив Бивэн и Кеффорд | 2:49         |
| 10. | «The Girl Outside»                   |                 | Бартон              | 2:53         |
| 11. | «Fire Brigade»                       |                 | Вуд с Уэйном        | 2:22         |
| 12. | «Mist on a Monday Morning»           |                 | Вуд                 | 2:30         |
| 13. | «Cherry Blossom Clinic»              |                 | Бартон с Вудом      | 2:30         |

## Переиздания
Move был переиздан на CD с дополнительными треками в 1998 году. В 2007 году он был переиздан в делюксовом двухдисковом издании компанией Salvo . В апреле 2016 года на Esoteric Records, лейбле Cherry Red Records, были выпущены новые переиздания: делюксовое ремастированное и расширенное делюксовое издание на 3CD (Catalog ID: ECLEC32536) и ремастированное и расширенное издание (Catalog ID: ECLEC2537). Согласно Esoteric, эти новые ремастированные издания сосредоточены на монофоническом миксе альбома. Версия на одном CD включает пять бонус-треков (ни один из них ранее не издавался), а набор из 3-CD включает 52 бонус-трека (пять из них ранее не издавались).

### Список композиций
Автор всех песен — Рой Вуд, за исключением отмеченных.
| №   | Название                           | Ведущий вокал            | Длительность |
| --- | ---------------------------------- | ------------------------ | ------------ |
| 14. | «Vote for Me»                      | Бартон с Вудом           | 2:48         |
| 15. | «Disturbance»                      | Уэйн и Вуд с Кеффордом   | 2:48         |
| 16. | «Night of Fear»                    | Уэйн с Кеффордом         | 2:14         |
| 17. | «Wave the Flag and Stop the Train» | Уэйн с Вудом             | 2:56         |
| 18. | «I Can Hear the Grass Grow»        | Уэйн с Вудом и Кеффордом | 3:05         |

| №   | Название                              | Автор(ы)            | Ведущий вокал                      | Длительность |
| --- | ------------------------------------- | ------------------- | ---------------------------------- | ------------ |
| 1.  | «Move Intro»                          |                     | Уэйн, Вуд, Бартон, Кеффорд и Бивэн | 0:25         |
| 2.  | «Move»                                |                     | Уэйн                               | 2:02         |
| 3.  | «Cherry Blossom Clinic»               |                     | Бартон с Вудом                     | 2:41         |
| 4.  | «Fire Brigade»                        |                     | Вуд с Уэйном                       | 2:20         |
| 5.  | «Kilroy Was Here»                     |                     | Вуд с Бартоном                     | 2:43         |
| 6.  | «(Here We Go Round) The Lemon Tree»   |                     | Вуд                                | 3:17         |
| 7.  | «Weekend»                             | Билл Пост Дори Пост | Бартон                             | 1:55         |
| 8.  | «Zing! Went the Strings of My Heart»  | Джеймс Ф. Хенли     | Бивэн и Кеффорд                    | 2:46         |
| 9.  | «Don't Throw Stones at Me»            |                     | Кеффорд                            | 2:41         |
| 10. | «Mist on a Monday Morning»            |                     | Вуд                                | 2:28         |
| 11. | «Vote for Me» (альтернативная версия) |                     | Баторн с Вудом                     | 2:49         |
| 12. | «Night of Fear»                       |                     | Уэйн с Кеффордом                   | 2:21         |
| 13. | «The Girl Outside» (alternate take)   |                     | Бартон                             | 2:53         |
| 14. | «Walk Upon the Water»                 |                     | Уэйн с Вудом и Бартоном            | 3:22         |
| 15. | «Useless Information»                 |                     | Уэйн и Вуд                         | 2:55         |
| 16. | «Flowers in the Rain»                 |                     | Уэйн с Вудом                       | 2:41         |

## Участники записи
- Карл Уэйн[англ.] — ведущий вокал
- Рой Вуд — ведущий вокал, гитары
- Бив Биван — вокал, ударные
- Эйс Кеффорд — вокал, бас
- Тревор Бартон[англ.] — вокал, гитары

Дополнительный персонал
- Ники Хопкинс — фортепиано («Hey Grandma»), клавесин («Mist on a Monday Morning»)
- Тони Висконти — струнные аранжировки[англ.] и аранжировки медных и деревянные духовых инструментов

## Чарты

### Альбом
| Чарт            | Год  | Высшая позиция |
| --------------- | ---- | -------------- |
| UK Albums Chart | 1968 | 15             |

### Синглы
| Год  | Песня                 | Би-сайд                             | Позиции в чартах |
| Год  | Песня                 | Би-сайд                             | UK Singles Chart |
| ---- | --------------------- | ----------------------------------- | ---------------- |
| 1967 | «Flowers in the Rain» | «(Here We Go Round) the Lemon Tree» | 2                |
| 1968 | «Fire Brigade»        | «Walk Upon the Water»               | 3                |